# G殺
《G殺》是一部2018年香港社會議題奇幻驚悚劇情片，由新晉導演李卓斌執導、何永霖和吳慧芬監製，梁博恩任動作指導，是香港「首部劇情電影計劃」第三屆專業組的得獎作品，香港電影發展局電影發展基金與創意香港資助，陳漢娜、杜汶澤、黃璐、李任燊、陸駿光和林善主演。

## 故事簡介
在一個平常的下午，少年拉著大提琴，如常地無視旁邊刑警做愛的聲音。就在G大調奏完的一剎，一個人頭突然跌入了二人的空間，鮮血劃破了一切表面的平衡。一宗撲朔迷離的命案，一個G字，連繫著空虛的都市靈魂，眾人由G開始，亦在G終結。爆裂刑警、資優女生、大提琴手、自閉少年、來港妓女、偽善教師、逝世慈母，以及看著這一切發生著的流浪狗，交織出一個抑壓、扭曲、冷漠、絕望、現實的城市。城市的命運是否終將走向滅亡？

## 角色介紹
- 陳漢娜飾趙雨婷

女主角，中學生，患有淋病性咽喉炎。
- 林善飾傅以泰

男主角之一，趙雨婷及Don仔好友，為其同學的霸凌對象之一，患有抑鬱症，具有音樂天賦。暗戀趙雨婷。
- 李任燊飾Don仔

男主角之一，趙雨婷及傅以泰好友，為其同學的霸凌對象之一。患有自閉症，但智力超常，身家豐厚。
- 杜汶澤飾龍爺

趙雨婷父親，為一名刑警，遊走黑白兩道，但盗亦有道充滿信義。
- 黃璐飾李小梅

從中國大陸來港的性工作者，趙雨婷後母。
- 陸駿光飾馬克思

暱稱為Markus，趙雨婷之教師兼曖昧對象。
- 楊卓娜飾杜雅文

一名慈母，趙雨婷母親，已與龍爺離婚並病逝。

## 電影歌曲

### 主題曲
- 『一片天』

作詞、作曲、編曲：鐵樹蘭　
歌曲監製：Adrian Chan　
編曲、主唱：鐵樹蘭

## 奬項及提名
| 年度   | 颁奖典礼                     | 奖项           | 姓名           | 结果 |
| ------ | ---------------------------- | -------------- | -------------- | ---- |
| 2019年 | 第25屆香港電影評論學會大獎   | 最佳電影       | 《G殺》        | 提名 |
| 2019年 | 第25屆香港電影評論學會大獎   | 推薦電影       | 《G殺》        | 獲獎 |
| 2019年 | 第25屆香港電影評論學會大獎   | 最佳導演       | 李卓斌         | 提名 |
| 2019年 | 第25屆香港電影評論學會大獎   | 最佳編劇       | 蔣仲宇         | 提名 |
| 2019年 | 第25屆香港電影評論學會大獎   | 最佳女演員     | 黃璐           | 提名 |
| 2019年 | 第二屆MOVIE6全民票選電影大獎 | 最佳女配角     | 黃璐           | 提名 |
| 2019年 | 第二屆MOVIE6全民票選電影大獎 | 新晉導演獎     | 李卓斌         | 提名 |
| 2019年 | 第二屆MOVIE6全民票選電影大獎 | 最佳新演員     | 林善           | 提名 |
| 2019年 | 香港電影我撐場民選大獎2019   | 我最撐女配角   | 黃璐           | 提名 |
| 2019年 | 香港電影我撐場民選大獎2019   | 我最撐新晉演員 | 林善           | 提名 |
| 2019年 | 第38屆香港電影金像獎         | 最佳女配角     | 黃璐           | 提名 |
| 2019年 | 第38屆香港電影金像獎         | 最佳新演員     | 林善           | 提名 |
| 2019年 | 第38屆香港電影金像獎         | 最佳攝影       | 譚家豪         | 提名 |
| 2019年 | 第38屆香港電影金像獎         | 最佳剪接       | 許文傑         | 提名 |
| 2019年 | 第38屆香港電影金像獎         | 最佳音響效果   | 杜篤之、吳書瑤 | 提名 |
| 2019年 | 第38屆香港電影金像獎         | 新晉導演       | 李卓斌         | 提名 |

## 外部連結
- 香港影庫上《G殺》的資料（繁體中文）
- 豆瓣电影上《G殺》的資料 （简体中文）
- 时光网上《G殺》的資料（简体中文）
- 互联网电影数据库（IMDb）上《G殺》的资料（英文）